# Shijak
Shijak (albanisch auch Shijaku, türkisch Şayak) ist eine Kleinstadt mit nicht ganz 6000 Einwohnern in Mittelalbanien im Qark Durrës. Der Ort liegt zwischen Durrës und Tirana, rund elf Kilometer von der Hafenstadt und 25 Kilometer von der Hauptstadt entfernt.

## Geographie
Die Hauptstraße, die Autobahn und die Eisenbahn von Durrës nach Tirana umfahren den Ort nördlich in einem weiten Bogen, denn östlich von Shijak erhebt sich ein kleiner Hügelzug. Die Stadt selber liegt am Ostufer des Erzen, der mäandernd von Süden nach Norden dem Meer zufließt.
2015 wurde die Bashkia von Shijak mit den Nachbargemeinden Gjepalaj, Maminas und Xhafzotaj zur Gemeinde Shijak vereinigt. Die vier ehemaligen Gemeinden bilden seither die Njësitë administrative (Verwaltungseinheiten) der Bashkia Shijak. Größter Ortsteil ist Xhafzotaj, das auf der westlichen Flussseite des Erzen liegt, zusammen mit dem Nachbardorf Sallmonaj.
Shijak hatte 2011 noch 7568 Einwohner, heute sind es 5832 (Volkszählung 2023). Auf dem Gebiet der Bashkia lebten 2011 34.514 Einwohner, zwölf Jahre später aber nur noch 22.058 Einwohner (Volkszählung 2023), also 36 % weniger. Obwohl zwischen den beiden größten Zentren Albaniens gelegen, zeigt die Bashkia Shijak somit eine Bevölkerungsentwicklung auf, die mehr abgehängten Randregionen gleicht.
| Njësia administrative (ehemalige Gemeinde) | Einwohner 2023 | Einwohner 2011 |
| ------------------------------------------ | -------------- | -------------- |
| Gjepalaj                                   | 2.692          | 3.449          |
| Maminas                                    | 3.490          | 4.463          |
| Shijak                                     | 5.832          | 7.568          |
| Xhafzotaj                                  | 10.044         | 12.381         |
| Total                                      | 22.058         | 34.514         |

## Geschichte
Der Ortsname leitet sich ab von Shën Jaku, der albanischen Form für „Sankt Jakob“.
Shijak war lange ein kleiner Marktfleck an der wichtigen Brücke über den Fluss. Die Moschee stammt aus dem 19. Jahrhundert. 1466 sollen an dieser Stelle 5000 albanische Kämpfer vom osmanischen Sultan, der erfolglos gegen Skanderbeg kämpfte, gepfählt worden sein. Ein großer Bevölkerungsteil von Shijak stammt von Kosovaren und Bosniaken ab, die im 19. Jahrhundert hierher flüchteten. Letztere leben vor allem im Dorf Boraka.
Im kommunistischen Albanien war Shijak eine Stadt in einer stark landwirtschaftlich geprägten Region. Berühmt war sie vor allem für die staatliche Weinkellerei. In den 1990ern suchten viele junge Männer aus Shijak Arbeit in Westeuropa. Gleichzeitig kamen viele Landflüchtlinge aus gebirgigen Gegenden Albaniens in die Region. Heute profitiert Shijak von seiner Lage zwischen den Ballungszentren Tirana und Durrës, in deren Umfeld einige Fabriken und zahlreiche kleinere Produktionsbetriebe entstanden.

## Medien
Der lokale Fernsehkanal TV Shijaku gehört zu den ersten privaten Sendern des Landes – nach eigenen Angaben war er sogar der allererste.
Südlich der Stadt befinden sich Kurzwellen-Sendeanlagen von Radio Tirana. Der höchste Sendemast dieser Station ist mit 130 Metern Höhe das höchste Bauwerk Albaniens. Die Mittelwellen-Sendeanlagen von Flakka liegen nordwestlich von Shijak.

## Sport
Der lokale Fußballverein KF Erzeni Shijak stieg in der Saison 2021/22 in die höchste Albanische Liga  Kategoria Superiore auf.